# Capanna Alpe di Lèis
La capanna Alpe di Lèis è un rifugio alpino situato nel comune di Bellinzona (frazione Preonzo), nel Canton Ticino in alta valle di Moleno, nelle Alpi Lepontine, a 1.801 m s.l.m.

## Storia
La capanna Lèis era una cascina dell'alpe ed era situata su un alpeggio, con una stalla e un canòcc (nel dialetto locale).
L'utilizzo dell'alpe fu abbandonato per la prima volta all'inizio del XX secolo, per poi essere ripristinato nel 1947; lo si frequentò poi regolarmente fino al 1960. Nel 1996 la cascina fu adibita a capanna alpina. Il 12 luglio 1997 fu inaugurata ufficialmente. Oggi all'alpe vengono trasferite solo pecore.

## Caratteristiche e informazioni
La capanna è disposta su due piani, con refettorio unico per un totale di 15 posti. Sono a disposizione piani di cottura sia a legna che a gas, completi di utensili di cucina. I servizi igienici e l'acqua corrente sono all'interno dell'edificio. Il riscaldamento è a legna. L'illuminazione è prodotta da pannelli solari. I posti letto sono suddivisi in una stanza di 4 posti e due mansarde di 5 posti.

## Accessi
- Moleno 267 m s.l.m. - Moleno è raggiungibile anche con i mezzi pubblici. - Tempo di percorrenza: 5 ore - Dislivello: 1.530 metri - Difficoltà: T2
- Preonzo 250 m s.l.m. - Preonzo è raggiungibile anche con i mezzi pubblici. - Tempo di percorrenza: 5,5 ore - Dislivello: 1'550 metri - Difficoltà: T2
- Mornera 1.347 m (Via Bocchetta d'Albagno 2.057 m - Mornera è raggiungibile con la funivia da Monte Carasso. - Tempo di percorrenza: 5,5 ore - Dislivello: 700 metri - Difficoltà: T3.

## Ascensioni
- Bocchetta di Cazzane (2.104 m)[1] - Tempo di percorrenza: 1 ora - Dislivello: 220 metri - Difficoltà:T3.

## Traversate
- Rifugio Moroscetto 15 min.
- Rifugio Alpe di Lai 1,5 ore
- Capanna Borgna 2 ore
- Capanna Albagno 2 ore
- Capanna Gariss 2,5 ore
- Capanna Mognone 4 ore
- Capanna Orino 4,5 ore
- Capanna Cornavòsa 5,5 ore
- Capanna Fümegna 6 ore